# WRC: FIA World Rally Championship (videojuego de 2005)
WRC: FIA World Rally Championship es un videojuego de carreras desarrollado por Traveller's Tales para PlayStation Portable.

## Recepción
El juego recibió revisiones "promedio" según el sitio web de agregación de reseñas Metacritic. En Japón, donde el juego fue portado y publicado por Spike el 9 de marzo de 2006, Famitsu le dio un puntaje de los cuatro siete para un total de 28 de 40.